# ميلامبني
ميلامبني هي قرية تقع في جزيرة أنجوان في جزر القمر. بلغ عدد سكانها 550 نسمة حسب إحصاء عام 1991.